# Carlos Cassaffousth
Carlos Adolfo Cassaffousth (Buenos Aires, 10 de abril de 1854 - Gualeguay, Entre Ríos; 24 de agosto de 1900) fue un ingeniero argentino, famoso por llevar a cabo la construcción del primer dique San Roque en 1890.

## Biografía

### Educación
Carlos Cassaffousth nació en la ciudad de Buenos Aires en 1854 siendo hijo de José María Casaffousth, correntino, y de Camila Chauvín, francesa. Su padrino de bautismo fue Domingo Faustino Sarmiento, muy amigo de su padre. Debido a sus cualidades que demostraba desde pequeño fue enviado a estudiar en la Ecole Centrale en París donde recibió el título de ingeniero. En dicho colegio fue discípulo, y también amigo, de Alexandre Gustave Eiffel.

### Dique San Roque
En 1883 fue convocado, junto al ingeniero Esteban Dumesnil, por Miguel Juárez Celman, por entonces gobernador de Córdoba, para la realización de estudios sobre las posibilidades para la construcción de un dique sobre el cauce del río Suquía con el objeto de satisfacer la necesidad de agua para la capital provincial.
Los estudios fueron presentados a Juárez Celman, junto con el proyecto, el 1 de mayo de 1884.
El contrato que daba comienzo a la construcción del dique se firmó el 21 de octubre de 1886. La provincia cedía la construcción del mismo a la empresa de Juan Bialet Massé y Félix Funes, y concedía la dirección de la obra a Cassaffousth.
Mientras se encontraba en ejecución este proyecto, fallecieron dos de sus hijos (Julián y María) de disentería, entre 1889 y 1890
Las obras demandaron el continuo esfuerzo de más de 3.000 obreros, que en tres años lograron terminar el dique, que fue inaugurado el 12 de abril de 1890 por Miguel Juárez Celman. Por aquella época, el dique San Roque fue primer dique en levantarse en Sudamérica y el mayor embalse artificial del mundo, albergando 250 millones de m³ de agua.
El murallón del dique tenía 115 m de longitud y 37 m de altura.
Gustave Eiffel, que había concluido su torre en París, manifestó: "Dos obras llaman la atención del mundo en este momento; mi torre y el dique de Córdoba; con la diferencia que éste es productivo y mi torre no."

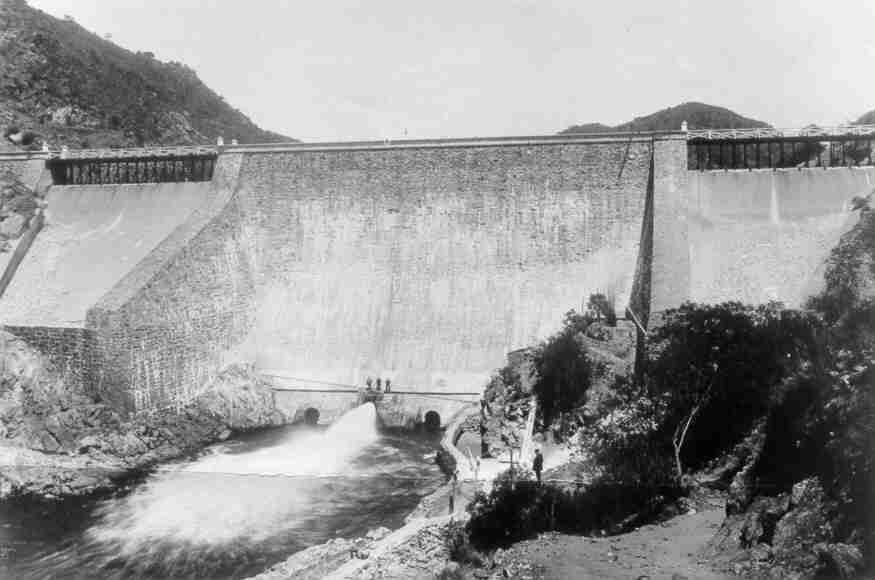
Antiguo Paredón Lago San Roque 02

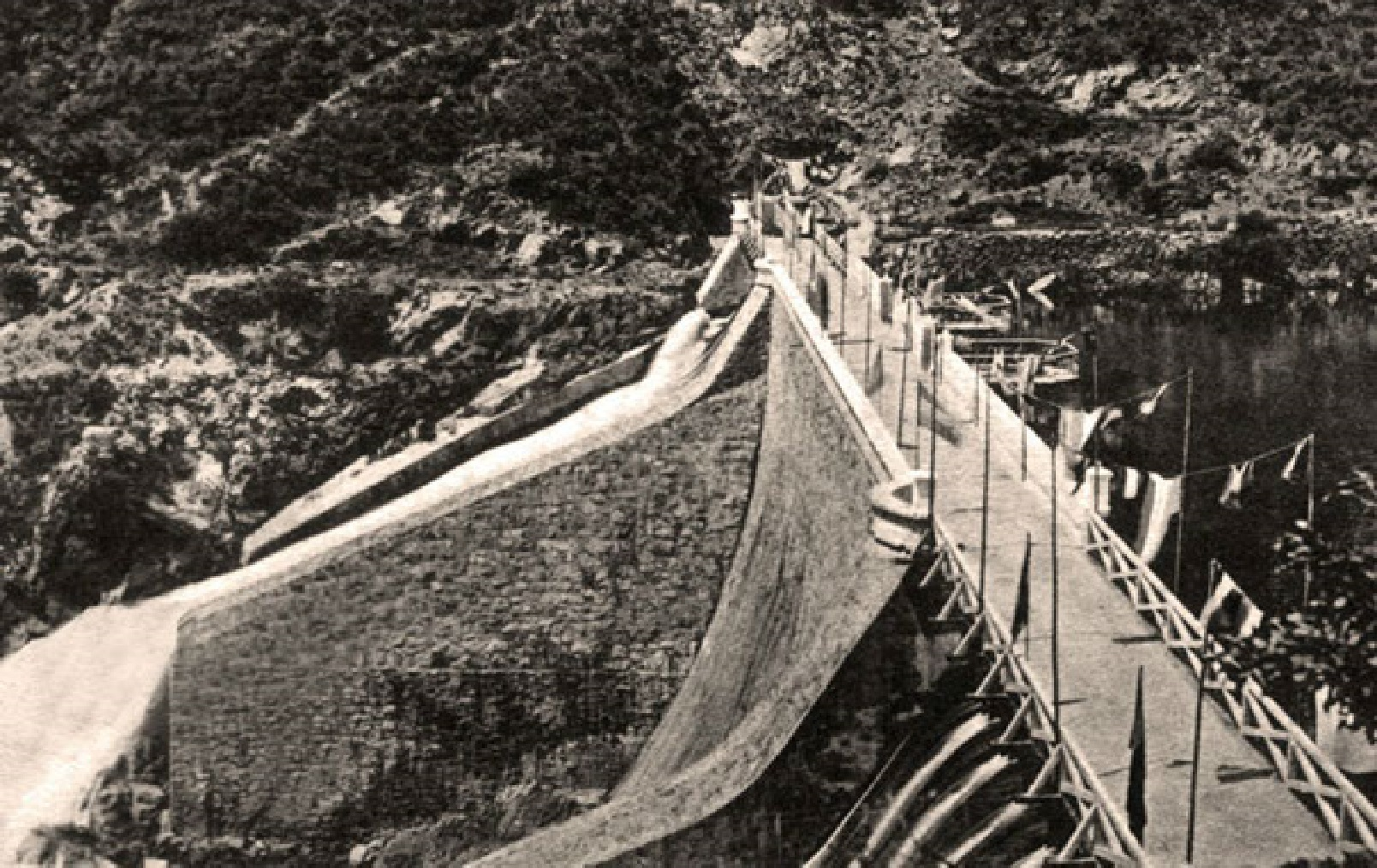
Antiguo Paredón Lago San Roque 03

### Acusaciones y cárcel
En la madrugada del 27 de julio de 1892, la policía golpeó en las puertas de los vecinos de Córdoba al grito de: "¡El Dique se viene!". Las familias asustadas con la información policial de una inminente inundación y una muerte segura, profusamente difundida en las semanas anteriores entre los pobladores de Córdoba, huían despavoridos hacia los altos.
A partir de estos hechos, Manuel Pizarro, gobernador de la provincia en ese momento, denunció a Cassaffousth y a Bialet Massé por malversación de fondos públicos y por poner a la población de Córdoba en peligro, y los mandó a encarcelar.
El 7 de octubre de 1892, la policía de Córdoba se presentó en la Facultad de Ingeniería y se llevó preso a Cassaffousth. Sobre la noche del mismo día también es detenido en su casa Bialet Massé.
El 10 de noviembre de 1893 Cassaffousth y Bialet Massé fueron absueltos y recuperaron su libertad, gracias al impulso y entusiasmo de Bialet Massé quien era un verdadero luchador frente a las adversidades que presentaba la vida. 
El hecho de que el dique San Roque no fue derrumbado como pronosticaron sus detractores, confirmó la injusticia que se cometió contra Cassaffousth y Bialet Massé. Pero la demostración máxima llegó al construirse luego un nuevo dique, cuando se dinamitó el viejo sin poder derrumbar del todo el muro.

### Sus últimos años
Luego de haber sido puesto en libertad realizó obras en Santiago del Estero (el Canal de la Cuarteada) y en el puerto de Santa Fe. 
Finalmente, enfermo de pleuresia, se instaló en la estancia de su esposa, Eduarda Lazo, en Entre Ríos, donde fallece el 24 de agosto de 1900.

## Homenaje
Lleva su nombre, la usina del primer embalse (popularmente conocido como Segunda usina), aguas abajo del Embalse Río Tercero. También se llama Cassaffousth una estación del Tren de las Sierras, ubicada en la margen norte del Lago San Roque, muy próxima al paredón del Dique, en el departamento Punilla.
Una Escuela Nacional de Educación Técnica (ex ENET N.º 2, hoy IPET N°247) de la ciudad de Córdoba lleva el nombre de Ing. Carlos A. Cassaffousth.